# 1701년
1701년은 토요일로 시작하는 평년이며, 이 해는 18세기의 첫 번째 해이다.

## 연호
- 청(淸) 강희(康熙) 40년
- 일본(日本) 겐로쿠(元禄) 14년
- 후 레 왕조(後黎朝) 찐호아(正和) 22년

## 기년
- 류큐(琉球) 쇼테이왕(尚貞王) 33년
- 청(淸) 성조 강희제(聖祖 康熙帝) 40년
- 조선(朝鮮) 숙종(肅宗) 27년
- 후 레 왕조(後黎朝) 희종(熙宗) 26년

## 탄생
- 7월 1일 - 영국의 수학자 토머스 베이즈. (~1761년)
- 11월 27일 - 스웨덴의 물리학자·천문학자 안데르스 셀시우스. (~1744년)

## 사망
- 9월 16일
  - 조선 제19대 국왕 숙종의 제 1계비 인현왕후. (1667년~)
  - 영국의 군주 제임스 2세. (1633년~)
- 11월 9일 - 조선 숙종의 빈 희빈 장씨. (1659년~)

### 미상
- 조선의 외척이자 희빈 장씨의 오빠 장희재. (1651년~)
- 영국의 해적 윌리엄 키드. (1654년~)